# درع (علم المياه)

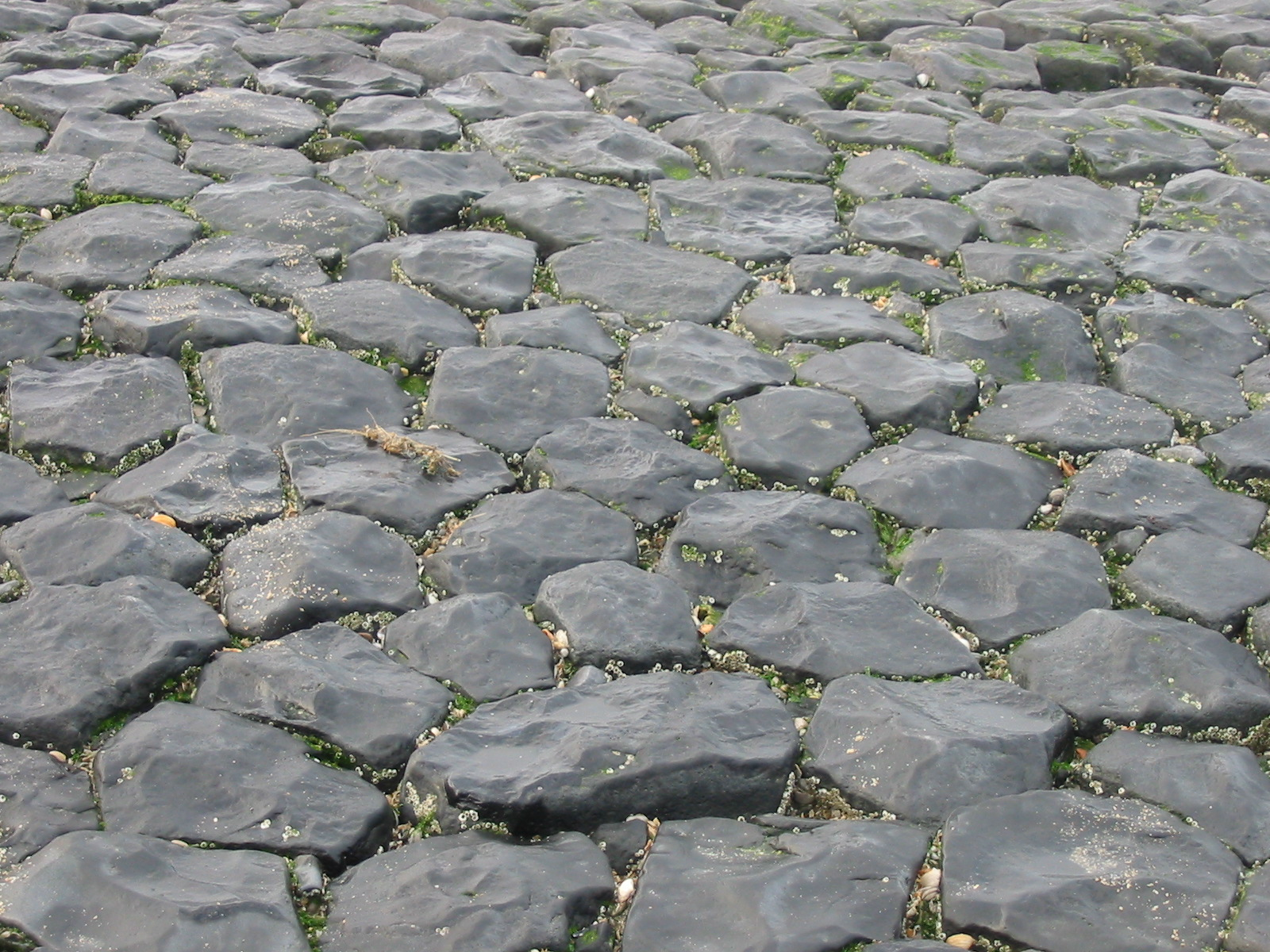

في علم المياهيات والجغرافيا، يُقصد بـ الدرع مجموعة من الحصوات والصخور والجلاميد التي تتواجد أسفل قيعان المجاري المائية أو على حواف الشواطئ. وتحدث الدروع الهيدرولوجية الأكثر شيوعًا بطريقة طبيعية؛ في حين يُطلق على الأشكال التي من صنع الإنسان عادةً اسم دكة حجارة, وتحدث عندما يتم تزويد الشواطئأو ضفاف المجاري المائية بالجلاميد الكبيرة أو بالأجسام الخرسانية المصنعة كبيرة الحجم بغرض حمايتها من عوامل التعرية. وعندما يظهر الدرع على حواف الشواطئ في أشكال من الحصوات أو الصخور متوسطة الحجم تتراوح من اثنين إلى 200 ميليمتر على طول الشاطئ، فغالبًا ما يُطلق على شكل الأرض المتكوّن الشاطئ الحصوي. وتشير النمذجة الهيدرولوجية إلى أن ركام الحجارة الحامي المتواجد عند المجاري المائية يظل موجودًا عادةً في محيط مرحلة الفيضان .